# Gori Muñoz
Gregorio Muñoz Montoro (Benicalap, Valencia, 26 de julio de 1906-Buenos Aires, Argentina, 23 de agosto de 1978), conocido como Gori Muñoz, fue un escenógrafo y pintor español. Desarrolló una extensa carrera artística con su participación en numerosas películas en Argentina, donde se exilió al término de la guerra civil española. 

## Biografía
Gori Muñoz era el nombre artístico de Gregorio Muñoz Montoro, escenógrafo y dibujante que realizó la mayor parte de su obra en Buenos Aires, como exiliado republicano. Era hijo del ceramista Gregorio Muñoz Dueñas, uno de los fundadores de la Escuela de Cerámica de Manises.  Pasó los primeros años de su vida en Benicalap, que por aquel entonces era un barrio de Valencia. Sobre esta etapa de su vida escribió un relato autobiográfico: Muñoz, Gori (2007). Ni en cap mapa ni en cap història y otros escritos. Valencia: Universidad de Valencia. ISBN 978-84-370-6702-5.. Realizó estudios de Bellas Artes y Arquitectura en Madrid, que complementó con estancias en París como pensionado de la Junta de Ampliación de Estudios.
Durante la Segunda República y la guerra civil española fue conocido como dibujante y caricaturista. Estuvo comprometido con la causa republicana y, como consecuencia, al acabar la guerra civil española, después de pasar por el campo de concentración de Argelès-sur-Mer, se exilió a Francia. Después de un breve tiempo en París, al estallar la Segunda Guerra Mundial, se embarcó en el Massilia con destino a Chile, aunque finalmente gracias a la intervención del periodista  Natalio Botana se quedó en Buenos Aires. Le acompañaban su mujer Mari Carmen y su hija recién nacida en París. En la capital argentina inició su prolífera carrera como escenógrafo en el teatro español en el exilio y en el cine argentino. Durante este tiempo no abandonó nunca el dibujo y la pintura. Los libros que ilustró para Schapire dan prueba de ello, así como las exposiciones realizadas. 

### Actividad en Argentina
Se exilió a la Argentina a raíz de la guerra civil española y trabajó como escenógrafo teatral. El director de cine Luis Saslavsky vio uno de sus trabajos y le recomendó su incorporación a otro director, Gregorio Martínez Sierra, que estaba por filmar Canción de cuna, quien lo contrató comenzando así una larga carrera en el cine.
Gori Muñoz incorporó al cine argentino el concepto de la escenografía como parte integral del relato y elemento decisivo para establecer su ambiente, clima y unidad estética. Siguiendo los pasos que había dado poco antes Ralph Pappier, encadenó los decorados haciendo que uno sirviera de fondo a otro para lograr así la unidad arquitectónica. En la búsqueda de más acercamiento al espectador para que concentrara su atención redujo a tres o tres metros y medio la altura tradicional de los decorados -que solía ser de cinco metros- permitiendo mayor dominio en el uso de la iluminación y en los efectos especiales, ventajas que luego de algunas divergencias fueron comprendidas y aprovechadas por los directores de fotografía.
Otras innovaciones fueron la ruptura de la rigidez lineal de los decorados —hechos generalmente en forma de "U"— que generaban fondos que se veían iguales o muy parecidos, y al darle otra forma no solamente mejoraban la imagen que se transmitía al espectador sino que además hacían lo propio con el sonido pues las paredes paralelas hacían rebotar las ondas sonoras unas contra otras en tanto las oblicuas ayudaban a dispersarlas con el resultado de un sonido más limpio; también construyó sus decorados en forma de permitir el cómodo desplazamiento de la cámara y para evitar la monotonía introducía detalles que lo hicieran más atrayente sin afectar su unidad y carácter. Gori Muñoz impuso también la escala de planos que da profundidad al cuadro: dejando en el decorado zonas oscuras, que no podían iluminarse directamente, marcaban aquellos planos al diferenciarse lumínicamente unos y otros.
Entre sus trabajos iniciales se destacan La dama duende y Rosa de América por las reconstrucciones históricas que involucraban, el ambiente moderno de Sangre negra y el clima creado por la escenografía en La barra de la esquina. El estilo de Gori Muñoz prontamente se impuso en el cine argentino de la época y uno de los que apoyaron firmemente esa tendencia fue Miguel Machinandiarena, el conductor de Estudios San Miguel.  

## Filmografía
Escenografía
- Los padrinos (1973)
- Me gusta esa chica (1973)
- Había una vez un circo (1972)
- Las píldoras (1972)
- Nino (1972)
- Todos los pecados del mundo (1972)
- La sonrisa de mamá (1972)
- Pájaro loco (1971)
- Aquellos años locos (1971)
- La valija (1971)
- Vamos a soñar por el amor (1971)
- La familia hippie (1971)
- La cosecha (1970)
- Joven, viuda y estanciera (1970)
- Amalio Reyes, un hombre (1970)
- ¡Viva la vida! (1969)
- ¡Qué noche de casamiento! (1969)
- Amor libre (1969)
- Los muchachos de antes no  usaban gomina (1969)
- Soluna (1969)
- Este cura (1968)
- Humo de marihuana (1968)
- Matrimonio a la argentina (1968)
- Un muchacho como yo (1968)
- Coche cama alojamiento (1968)
- La cama (1968)
- El andador (1967)
- Ya tiene comisario el pueblo (1967)
- La cigarra está que arde (1967)
- ¡Esto es alegría!  (1967)
- La perra (1967)
- ¿Quiere casarse conmigo? (1967)
- Escándalo en la familia (1967)
- El glotón (1967)
- Del brazo y por la calle (1966)
- Escala musical (1966)
- La buena vida (1966)
- De profesión, sospechosos (1966)
- ¡Cómo te extraño...!  (1966)
- Vivir es formidable (1966)
- Necesito una madre (1966)
- Ritmo nuevo y vieja ola (1965)
- Los hipócritas (1965)
- Nacidos para cantar (1965)
- Ahorro y préstamo... para el amor (1965)
- Canuto Cañete, detective privado (1965)
- Esta noche mejor no (1965)
- Fiebre de primavera (1965)
- Los guerrilleros (1965)
- Mi primera novia (1965)
- Nadie oyó gritar a Cecilio Fuentes (1965)
- La pérgola de las flores (1965)
- La cigarra no es un bicho (1964)
- Cuidado con las colas (1964)
- Extraña ternura (1964)
- El gordo Villanueva (1964)
- Los evadidos (1964)
- Las mujeres los prefieren tontos (1964)
- Las modelos (1963)
- Alias Flequillo (1963)
- Las ratas (1963)
- La murga (1963)
- Los inocentes (1963)
- Un viaje al más allá (1963)
- 40 años de novios (1963)
- La diosa impura (1963)
- Una jaula no tiene secretos (1962)
- Bajo un mismo rostro (1962)
- El terrorista (1962)
- Los viciosos (1962)
- Hombre de la esquina rosada (1962)
- El último piso (1962)
- El secreto de Mónica o Buscando a Mónica (1962)
- Operación G (1962)
- La cumparsita (1961)
- Esta tierra es mía (1961)
- Los asesinos las prefieren rubias o Una americana en Buenos Aires (1961)
- Hijo de hombre o La sed (1961)
- La maestra enamorada (1961)
- Buenas noches, mi amor (1961)
- Chafalonías (1960)
- Creo en ti (1960)
- Culpable (1960)
- El rufián (1960)
- Luna Park (1960)
- Plaza Huincul (Pozo Uno) (1960)
- De los Apeninos a los Andes o Dagli Appennini alle Ande (1961)
- Zafra (1959)
- Las tierras blancas (1959)
- El cerco (1959)
- Mi esqueleto (1959)
- Salitre (1959)
- En la ardiente oscuridad (1959)
- Una cita con la vida (1958)
- Detrás de un largo muro (1958)
- Livets vår (1958)
- El festín de Satanás (1958)
- Amor prohibido (1958)
- Dos basuras (1958)
- Isla brava (1958)
- Las apariencias engañan (1958)
- Un centavo de mujer (1958)
- Rosaura a las diez (1958)
- La sombra de Safo (1957)
- Alfonsina (1957)
- La bestia humana (1957)
- Fantoche (1957)
- Las campanas de Teresa (1957)
- Sección desaparecidos o  Section des disparus (1956)
- El tango en París (1956)
- Oro bajo (1956)
- Más allá del olvido (1956)
- Alejandra (1956)
- Los maridos de mamá (1956)
- El hombre virgen (1956)
- Cubitos de hielo (1956)
- Luces de candilejas (1956)
- El protegido (1956)
- Pecadora (1956)
- La simuladora (1955)
- La delatora (1955)
- La Quintrala (1955)
- El barro humano (1955)
- De noche también se duerme (1955)
- El curandero (1955)
- El juramento de Lagardere (1955)
- Mi marido y mi novio (1955)
- Música, alegría y amor (1955)
- En carne viva (1955)
- Caídos en el infierno (1954)
- El castigo de los mares del sur o Guacho (1954)
- La calle del pecado (1954)
- La mujer de las camelias (1954)
- María Magdalena (1954)
- Armiño negro (1953)
- Un ángel sin pudor (1953)
- El infierno verde o Las aguas bajan turbias (1952)
- La de los ojos color del tiempo (1952)
- Paraíso robado (1952)
- Donde comienzan los pantanos (1952)
- El túnel (1952)
- No abras nunca esa puerta (1952)
- Si muero antes de despertar (1952)
- Especialista en señoras (1951)
- El hermoso Brummel (1951)
- Buenos Aires, mi tierra querida (1951)
- Los isleros (1951)
- La comedia inmortal (1951)
- El extraño caso del hombre y la bestia (1951)
- Arriba el telón o El patio de la morocha (1951)
- En cuerpo y alma (1951)
- La indeseable (1951)
- Native Son (1951)
- Los árboles mueren de pie (1951)
- Mi vida por la tuya (1951)
- Mi divina pobreza (1951)
- Volver a la vida (1951)
- Surcos de sangre (1950)
- La barca sin pescador (1950)
- El ladrón canta boleros (1950)
- Nacha Regules (1950)
- La barra de la esquina (1950)
- La vendedora de fantasías (1950)
- Juan Globo (1949)
- Don Juan Tenorio (1949)
- El extraño caso de la mujer asesinada (1949)
- Una noche en el Ta-Ba-Rín (1949)
- Avivato (1949)
- Almafuerte (1949)
- Historia de una mala mujer (1948)
- Dios se lo pague (1948)
- Don Bildigerno en Pago Milagro (1948)
- La gran tentación (1948)
- Los secretos del buzón (1948)
- Pasaporte a Río (1948)
- La secta del trébol (1948)
- Evasión (1947)
- La senda oscura (1947)
- Lo que fue de la Dolores o La copla de la Dolores (1947)
- Vacaciones (1947)
- Milagro de amor (1946)
- Las tres ratas (1946)
- Rosa de América (1946)
- Inspiración (1946)
- El pecado de Julia (1946)
- La pródiga (1945)
- La dama duende (1945)
- El fin de la noche (1944)
- Todo un hombre (1943)
- Los hombres las prefieren viudas (1943)
- Juvenilia (1943)
- Casi un sueño (1943)
- Tú eres la paz (1942)
- Canción de cuna (1941)

Efectos especiales
- Un ángel sin pudor (1953)

## Escritos
- MUÑOZ, GORI. “Problema y trascendencia de la escenografía”. Séptimo Arte, Buenos Aires, 1946.
- "Evolución de la Escenografía”. Heraldo del Cine, Buenos Aires, 1950.
- "El escenógrafo". Anuario del cine argentino: 1948-1950, Buenos Aires, E.C.A.,1950
- "Como se decora una obra de teatro?". El Hogar, Buenos Aires, 18 de junio, 1954.
- "Toros y toreros del Río de la Plata". Buenos Aires, Shapire Editor, 1970.
- "Ni en cap mapa, ni en cap història". Ed. R. Peralta. Universitat de València, 2007. Incluye también un texto sobre Daumier y el Pequeño itinerario del hambre. 
- MUÑOZ, GORI & CARISOMO. "Cuando Buenos Aires era Colonia". Buenos Aires, Editorial Aguilar, 1960.